# Laura Palmer (single)
Laura Palmer is een single van de Britse band Bastille. Het nummer komt van hun debuutalbum Bad Blood en is de voorlaatste track van dat album (de hidden track niet meegerekend). De single werd uitgebracht op 3 juni 2013 als een download. Het nummer is geschreven door frontman Dan Smith.
Het nummer is gebaseerd op het gelijknamige personage uit de serie Twin Peaks. Het stond op 42 in de UK Singles Chart. In Nederland heeft het niet in de hitlijsten gestaan, in België stond het er wel in en kreeg het veel airplay op het moment dat in Nederland de volgende single, Things We Lost in the Fire, al in de hitlijsten stond.

## Muziekvideo
Voor de uitgave van Laura Palmer werd een muziekvideo op het YouTubekanaal van de band geplaatst op 11 april 2013. De video is 3 minuten en 20 seconden lang.